# Pablo Horváth

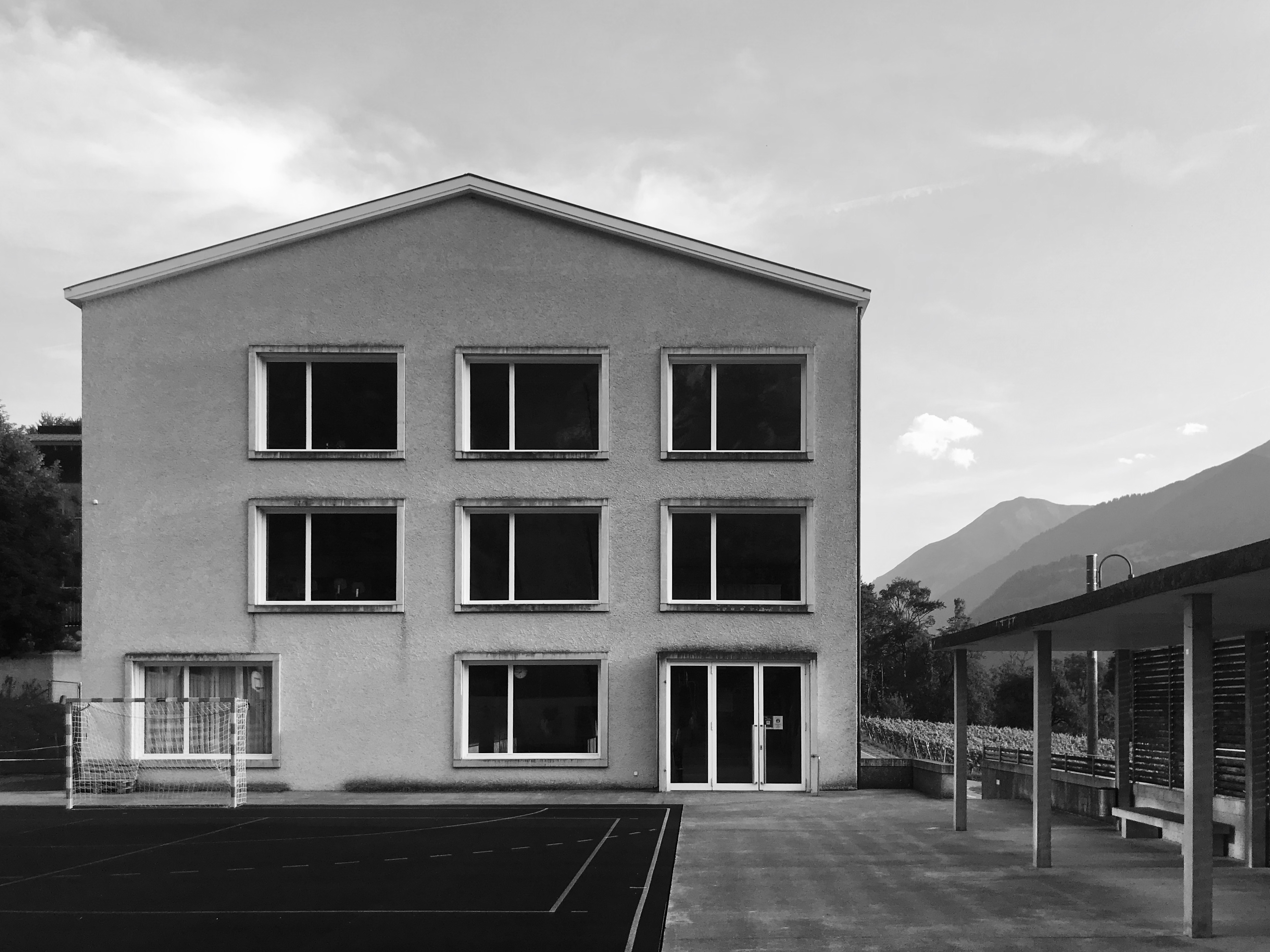
Schulhaus Fläsch

Pablo Jaime Elemer Horváth (* 18. Dezember 1962 in St. Moritz) ist ein Schweizer Architekt und Hochschullehrer.

## Werdegang
Pablo Horváth studierte von 1983 bis 1988 Architektur an der ETH Zürich, u. a. bei Miroslav Šik (Analoge Architektur) und arbeitete von 1989 bis 1990 in London, New York und in Sapporo. 1990 gründete er ein eigenes Architekturbüro in Chur. Horváth lehrte als Lehrbeauftragter an der Hochschule für angewandte Wissenschaften Augsburg (2012) und seit 2013 als Dozent an der Zürcher Hochschule für Angewandte Wissenschaften Winterthur. Pablo Horváth ist Mitglied im Schweizerischen Werkbund, im Schweizerischen Ingenieur- und Architektenverein und im Bündner Heimatschutz.

## Bauwerke

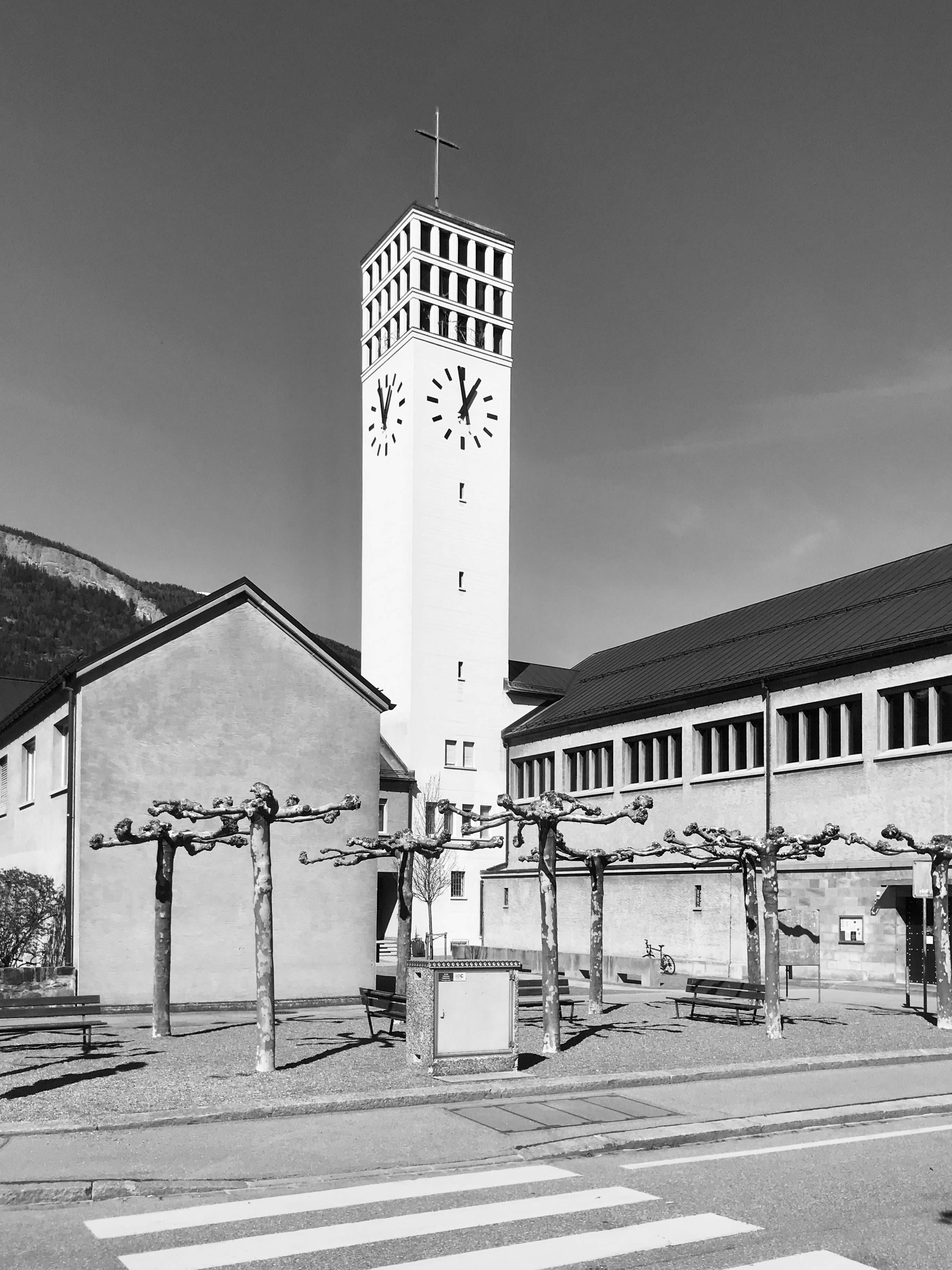
Erlöserkirche Chur

Eine Auswahl von Horváths Bauten wurden von den Architekturfotografen Ralph Feiner, Roger Frei und Christian Kerez dokumentiert.
- 1993: Erweiterung Haus Hartmann, Trimmis mit Jürg Buchli
- 1993–1995: Pfarranlage der Erlöserkirche Chur mit Jürg Ragettli[8]
- 1997–1999: Schulhaus Fläsch[9]
- 1997–2000: Gemeindehaus, Tinizong-Rona[10]
- 2001–2002: Erweiterung Wohnhaus, Bad Ragaz mit Conzett Bronzini Gartmann
- 2002–2003: Umnutzung Turnhalle, Maienfeld (von Andres Liesch)
- 2001–2004: Wohnanlage, St. Moritz[11]
- 2002–2005: Wohnhäuser Loëstrasse, Chur
- 2002–2005: Gemeindezentrum, Bivio
- 2004–2005: Schulhaus Riom (Mehrzweckhalle von Monica Brügger)[12][13][14]
- 2008–2009: Wohnüberbauung Chalavus, St. Moritz[15][16]
- 2005–2010: Sanierung und Erweiterung Wohnhaus, Thusis[17][18]
- 2007–2010: Erweiterung der Pädagogischen Hochschule Graubünden (von Robert Obrist)[19]
- 2008–2012: Sanierung der Bündner Kantonsschule Cleric, Chur (von Andres Liesch)[18][20][21]
- 2011–2015: Alter Torkel, Jenins[22]
- 2012–2016: Gemeindehaus, Pany[23]
- 2013–2017: Roland Arena, Lantsch/Lenz[24][25]
- 2014–2017: Mehrfamilienhaus, Chur
- 2017–2019: Wohnanlage, Rüschlikon
- 2016–2020: Instandsetzung Konvikt der Bündner Kantonsschule, Chur (von Otto Glaus)[26][27]
- 2018–2020: Instandsetzung des Krematorium Totengut, Chur[28]
- 2021: Haus Brändligasse, Chur
- 2019–2023: Erweiterung Schulanlage, Haldenstein mit Plácido Pérez[29]

## Auszeichnungen und Preise
- 1994: Auszeichnung für gute Bauten Graubünden für Erweiterung Wohnhaus, Trimmis[30]
- 2001: Auszeichnung für gute Bauten Graubünden für Schulhaus Fläsch
- 2010: Wakkerpreis für die Gemeinde Fläsch vom Schweizer Heimatschutz - Schulhaus Fläsch[31]
- 2011: Besondere Anerkennung - Deutscher Naturstein-Preis für Wohnhaus, St. Moritz[32]
- 2013: Auszeichnung für gute Bauten Graubünden für Sanierung der Bündner Kantonsschule Cleric, Chur[33]